# 潘豹蛺蝶
潘豹蛺蝶（Argynnis pandora）又稱為潘朵拉豹蛺蝶，是一種廣泛分佈在南歐的蛺蝶。翼展長64-80毫米。每年5月至8月間會展翅飛舞。幼蟲吃堇菜屬植物。

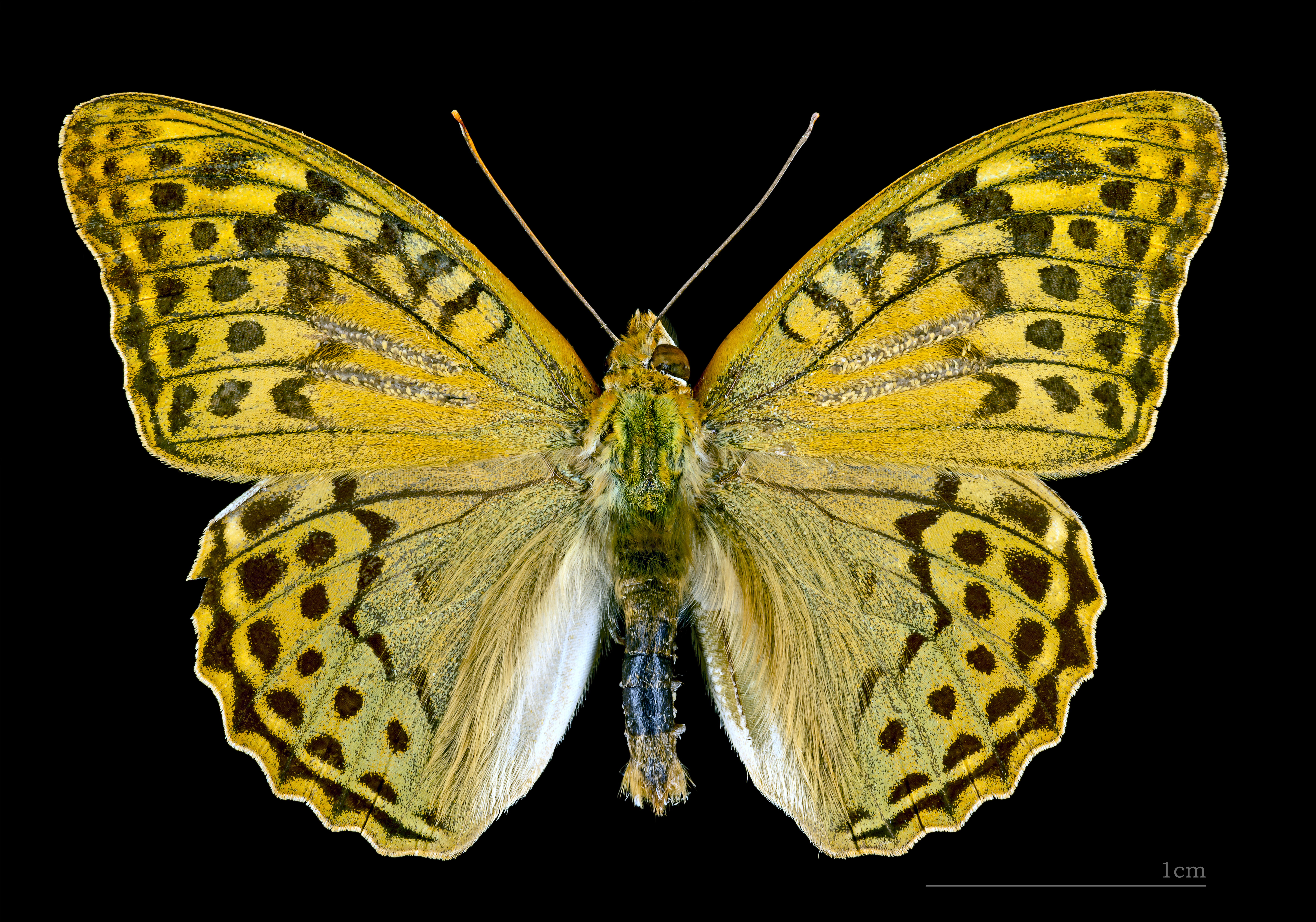
♂
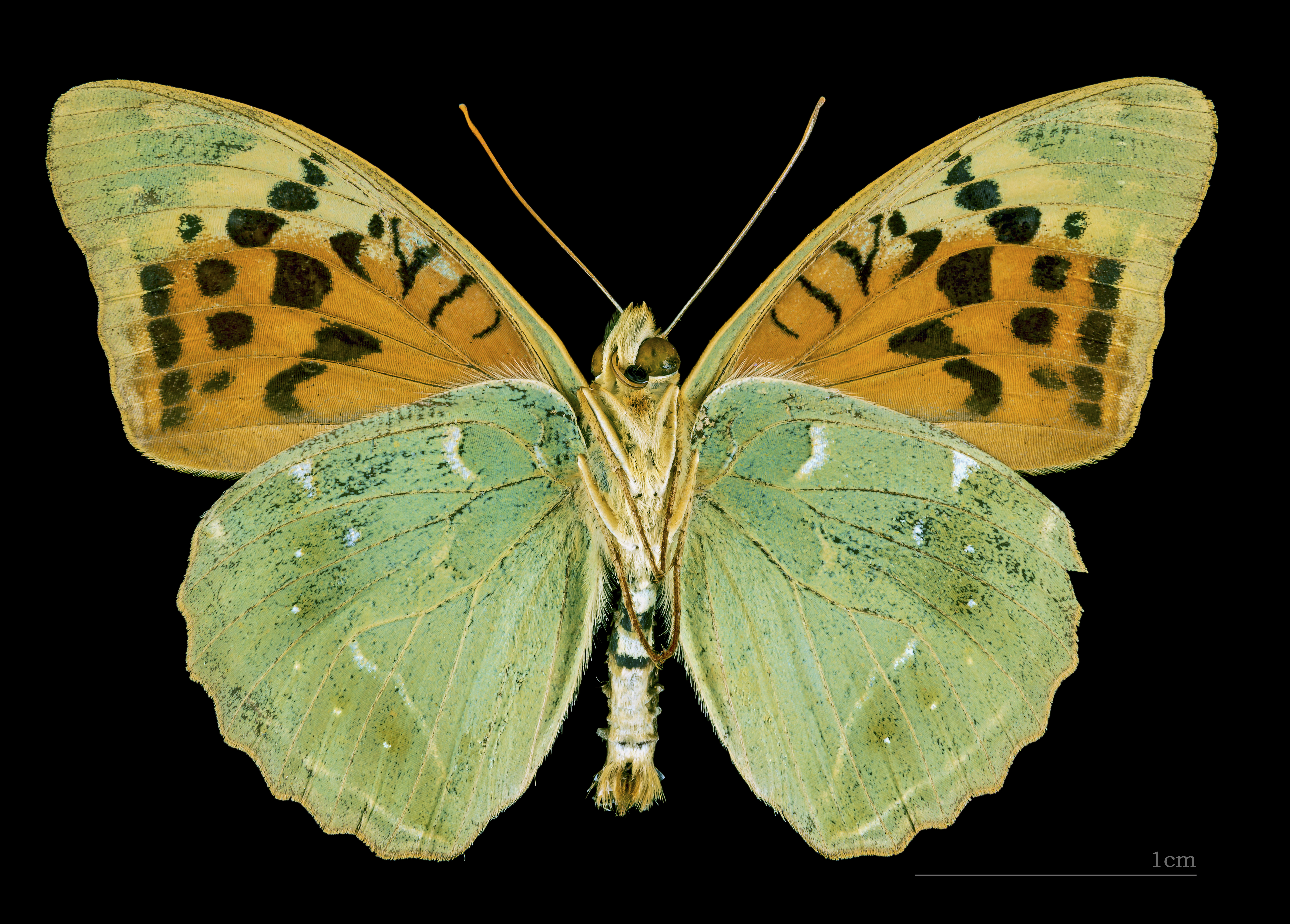
♂ △
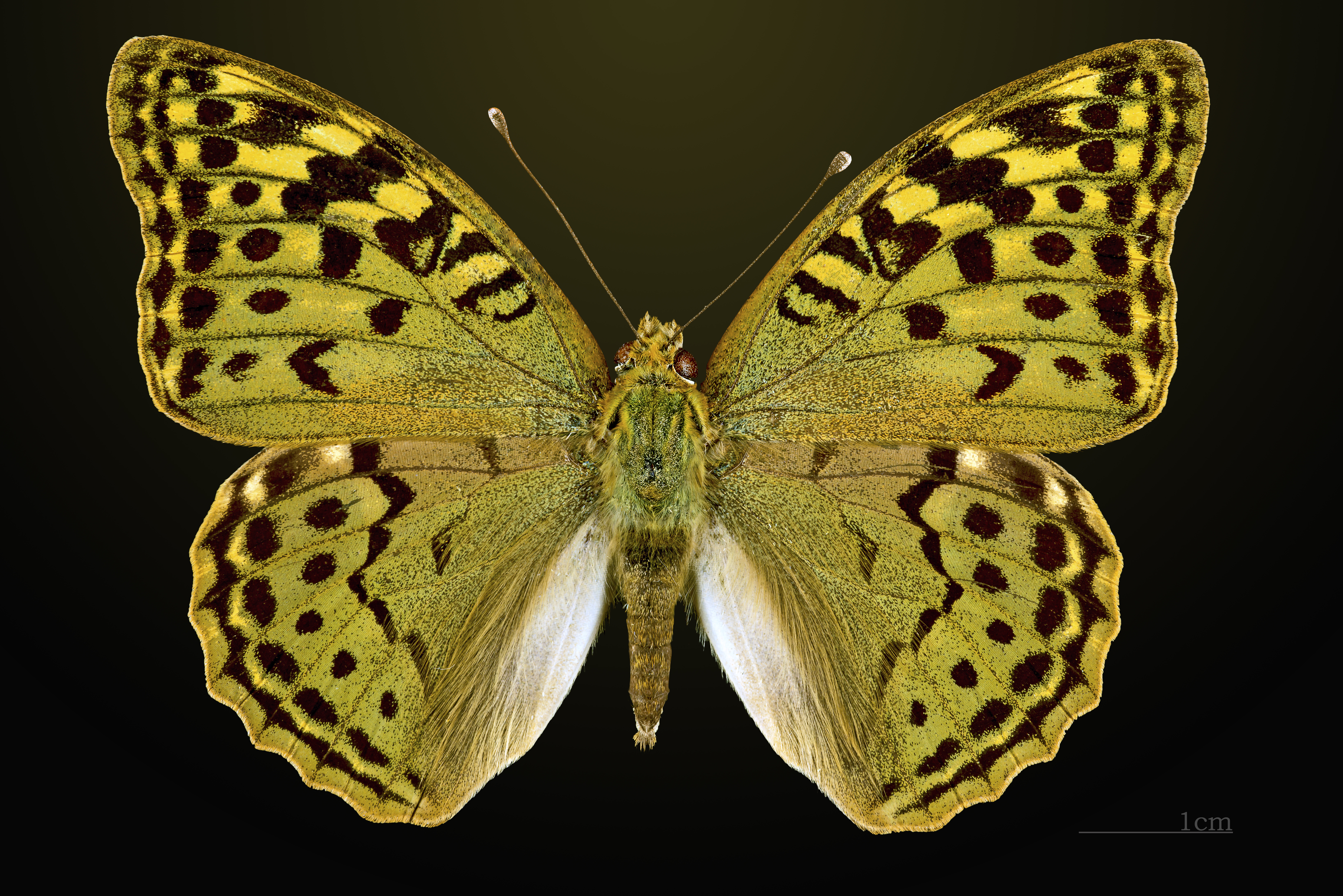
♀
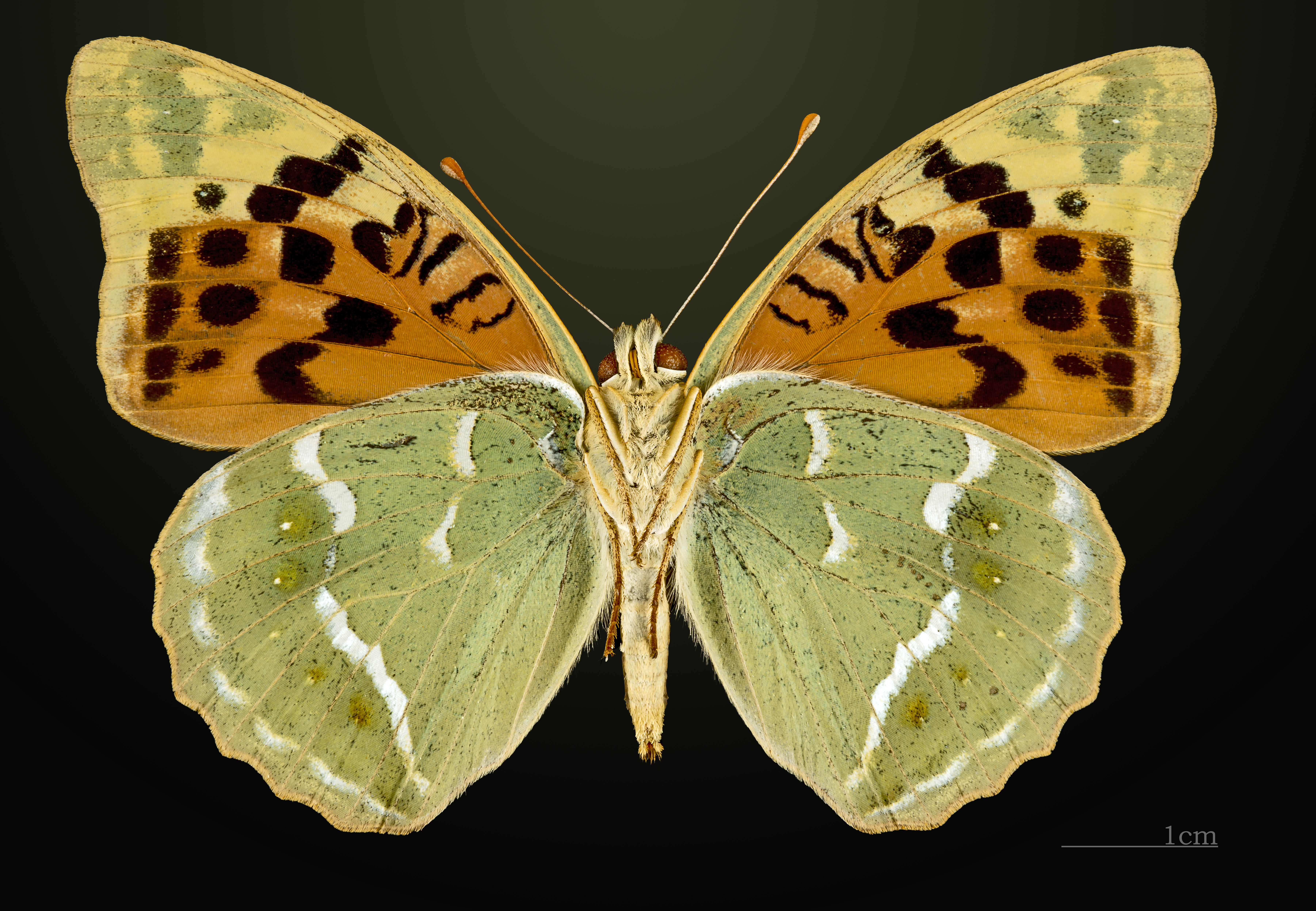
♀ △

## 外部連結
- Cardinal at Wildsideholidays